# Новая Бирючевка
Новая Бирючёвка — посёлок в Ульяновском районе Ульяновской области. Входит в состав Тимирязевского сельского поселения.

## История
Совхоз «Бирючевский» Ульяновского района создан в 1941 году, при селе Бирючёвка, находился в ведении Куйбышевского треста совхозов. С февраля 1943 года — в ведении Ульяновского областного треста совхозов, с июня 1955 года — Ульяновского областного управления совхозов, с 1962 года — в ведении Ульяновского производственного колхозно-совхозного управления. Направление совхоза — животноводство.
В 1986 г. указом ПВС РСФСР посёлок центральной усадьбы совхоза «Бирючёвский» переименован в Новая Бирючёвка.

## Население
| 2010 |
| ---- |
| 788  |

## Достопримечательности
- Памятник неизвестному солдату (1992 г.)[4]